# Colt Army Model 1860

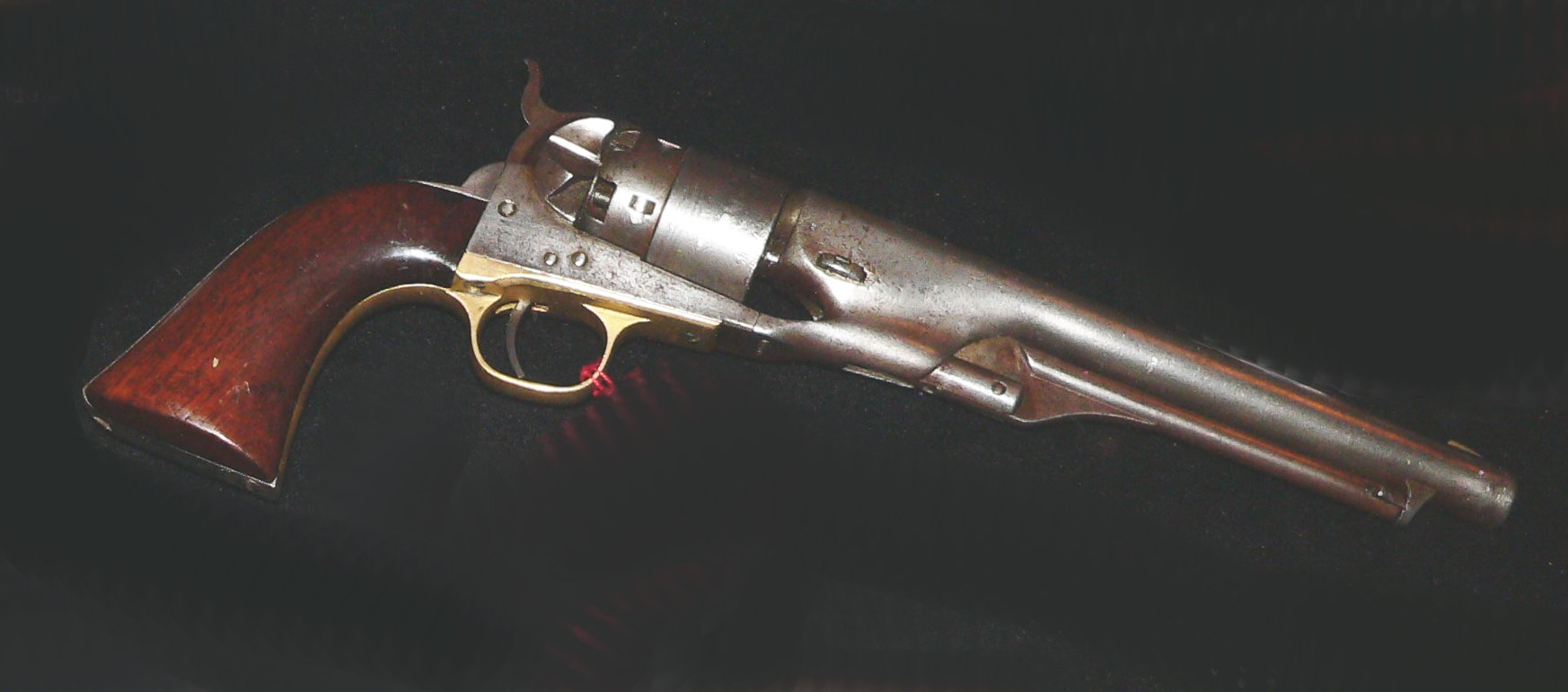
Um Colt Army Model 1860 cal .44

O Colt Army Model 1860 é um revólver a percussão no calibre .44, capacidade de seis disparos, de ação simples produzido pela Colt's Manufacturing Company entre 1860 e 1873. Ele foi usado durante a Guerra Civil Americana, como uma "arma reserva" (sidearm) por membros da cavalaria, infantaria, artilharia e marinha.

## Variantes

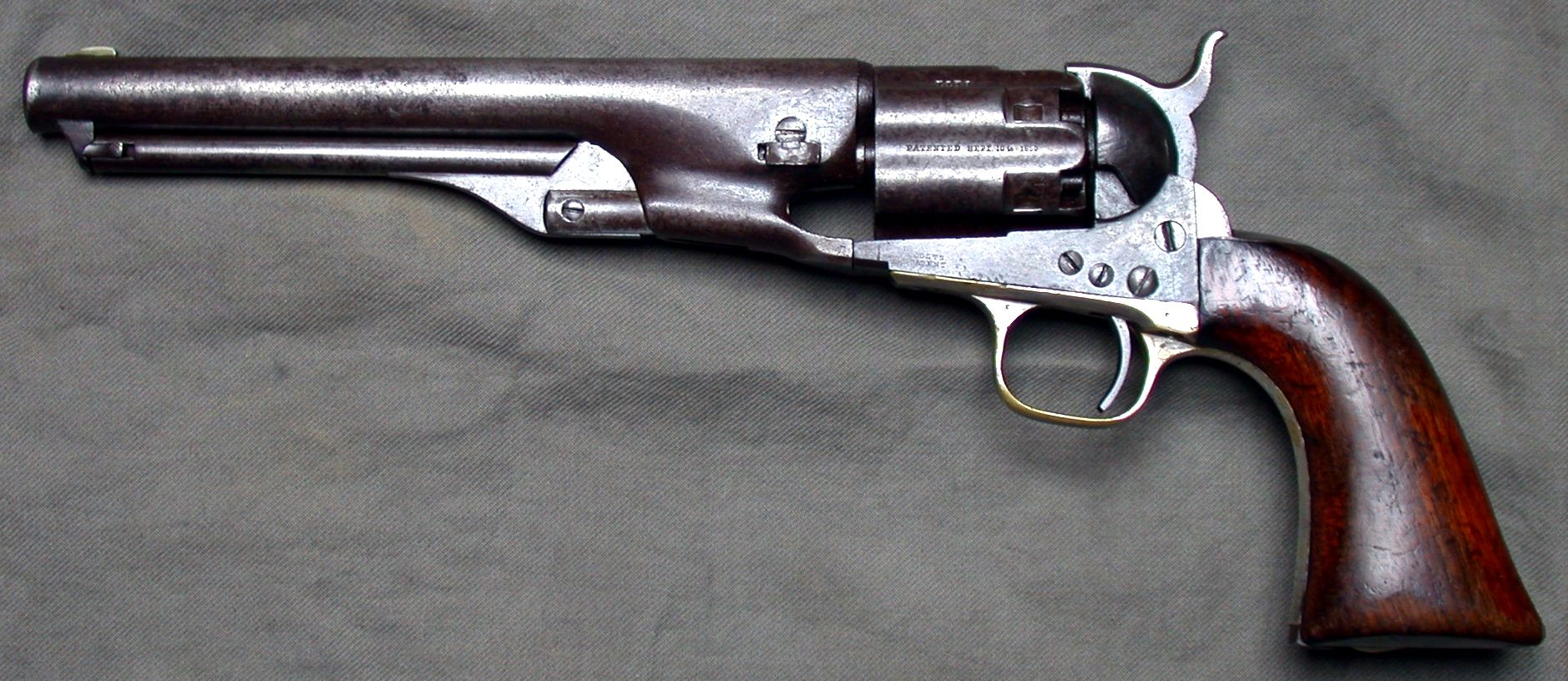
Um Army 1860 com cilindro chanfrado e cano de 7,5 polegadas, serial No. 1158.

Existiram poucas variantes do Colt Army Model 1860, mas foi produzida uma série limitada de um modelo com cano de 7,5 polegadas, e um modelo mais leve, com cilindro chanfrado. De acordo com o importador Cimarron Arms Company ele foi chamado de "Texas Model", porque um bom número deles foi para o Texas logo depois da Guerra Civil. O objetivo era usar materiais mais nobres e resistentes na fabricação, mas o cilindro mais leve (chanfrado), de mostrou inadequado e chegou a explodir algumas vezes. A patente dos cilindros chanfrados é de 10 de setembro de 1850 estava estampada nos chanfros. Cilindros reforçados foram usados numa batalha entre a Marinha do Texas e a do México, e tinham estampados os dizeres: "COLT PATENT NO" seguidos pelos quatro dígitos do número de série.